# Éric Paul Meyer
Pour les articles homonymes, voir Meyer et Éric Meyer.
Éric Paul Meyer, né le 20 février 1943, est un historien français spécialiste de Sri Lanka et du sous-continent indien.

## Biographie
Il fut professeur des universités à l'Institut national des langues et civilisations orientales (histoire de l'Asie du Sud) de 1994 à 2009, dont il a été le directeur du département Asie du Sud, puis le vice-président, chargé du suivi de la relocalisation de l'institut sur le site de Tolbiac et de la création de la Bibliothèque universitaire des langues et civilisations (Bulac). 
Antérieurement, il a été chercheur au CNRS (1976-1994) et directeur du Centre d'Études de l'Inde et de l'Asie du Sud (EHESS) de 1983 à 1991. Sa recherche s'est concentrée initialement sur la relation entre le capitalisme colonial et la société rurale et plus particulièrement sur l'interaction entre les paysans, les planteurs et l'État colonial au Sri Lanka. Il a ensuite élargi ses travaux à l'histoire des tensions intercommunautaires entre Singhalais et Tamouls du Sri Lanka, et il a analysé le conflit séparatiste dont il a été le témoin (1983-2009), et les idéologies qui le sous-tendent. Il s'est particulièrement intéressé aux usages de l'histoire dans la construction des identités nationales, et co-dirige depuis 2009 un projet collectif sur les historiographies non-occidentales.

## Publications (à compléter)
- Robert Knox (trad. française révisée et introduite par Éric Meyer), Relation de l'île de Ceylan, Paris, La Découverte, 1983, 239 p. (ISBN 978-2-707-11388-7)
- Sri Lanka entre particularismes et mondialisation Paris, La Documentation Française, coll. « Asie Plurielle », 2001, 184 p.  (ISBN 978-2-110-04714-4)
- « Des usages de l'histoire et de la linguistique dans le débat sur les identités à Sri Lanka », in Jean-Luc Racine (Dir.) La question identitaire en Asie du Sud, Paris, Éditions de l'EHESS, coll. « Purushartha », 2001, 654 p. (ISBN 978-2-713-21381-6) p. 91-127
- (en) « Labour circulation between Sri Lanka and South India in historical perspective », in Claude Markovits, Jacques Pouchepadass & Sanjay Subrahmanyam (Eds.), Society and Circulation. Mobile People and Itinerant Cultures in South Asia, 1750-1950, New Delhi, Permanent Black & Londres, Anthem Press, 2003, 380 p.  (ISBN 978-1-843-31231-4) p. 55-88.

- (en) Sri Lanka, Biography of an Island. Between Local & Global, Negombo, Viator Publications, 2003, 229 p.  (ISBN 9-558-73602-3)
- Une histoire de l'Inde : les Indiens face à leur passé, Paris, Albin Michel, coll. « Planète Inde », 2007, 358 p.; seconde édition revue, Albin Michel, coll. « Espaces Libres », 2019, 384 p.  (ISBN 978-2-226-44174-4)
- (co-direction) Encyclopédie des historiographies. Afriques, Amériques, Asies, volume 1: Sources et genres historiques, Presses de l'Inalco, 2 vol., 2020, 1998 p. (ISBN 978-2-858-31344-0); [lire en ligne (page consultée le 18 septembre 2024)]